# Das Mädchen des Monats
Das Mädchen des Monats ist eine US-amerikanische Liebes-Komödie aus dem Jahr 1985.

## Handlung
Das Playmate Debra Bryan, Miss November, hat einen ersten Auftritt erfolgreich gemeistert. Der junge und leicht schusselige Ingenieur Kevin Coates ist sofort von ihr verzaubert und wettet mit seinen Freunden, dass er sie nicht nur finden und kennenlernen, sondern auch heiraten wird.

## Kritik
„Lasche Komödie“

„Rührende Romanze zwischen einem schusseligem Nobody und einer natürlich-gebliebenen Schönheitskönigin.“

„Eine Komödie, die sich an großen filmischen Vorbildern orientiert, kaum Eigenständigkeit erlangt und nur unverbindliche, mitunter schwerfällige Unterhaltung bietet.“

## Veröffentlichung
In den USA hatte der Film seine Erstausstrahlung am 11. November 1984. In Deutschland ist er seit Januar 1989 auf VHS und seit dem 13. Juni 2006 auf DVD erhältlich.